# A medvecsalád és én
A medvecsalád és én egy háromrészes, medvékkel foglalkozó természetfilm, amelyet a BBC Natural History Unit készített. Gordon Buchanan természetfilmest követi, aki egy évet töltött egy amerikai fekete medve (Ursus americanus) család társaságában, annak természetes élőhelyén, Lynn Rogers és Sue Mansfield biológusok (North American Bear Centre) útmutatása alatt.

## Epizódok

### Első
A medvecsalád és én: Tavasz.
Gordon épp akkor érkezik az egyik Minnesota állambeli erdőségbe, amikor a medvék felébrednek téli álmukból. Első fontos teendője a medvék bizalmának elnyerése, de először saját félelmeit kell legyőznie, a fekete medvéknek ugyanis rossz hírük van, mert más medvék mellett az embert is megtámadják. Miután találkozik egy jó természetű anyamedvével – amelyet Lily-nek neveznek el -, és bocsával – amely a Hope nevet kapja -, Gordont lenyűgözik a medvék.

### Második
A medvecsalád és én: Nyár.
Gordon nyáron visszatér a Minnesota-i erdőbe, és meglepve tapasztalja, hogy Hope-ot, a kis medvebocsot, az anyja cserben hagyta. Az éhező bocs nyomába ered, és – sok biológus által vallott be nem avatkozási elv ellenére – úgy dönt, hogy ott tartózkodása idején segíti őt a túlélésben (időnként eteti). Közben egy másik, gondoskodó anyából és három bocsból álló medvecsaládot is megismer, és megfigyel.

### Harmadik
A medvecsalád és én: Ősz.
Gordon újból visszatér a Minnesota-i erdőbe. Ezúttal arról kap aggasztó híreket, hogy a medvéket vadászok veszélyeztetik. Emiatt, úgy dönt, hogy próbál minél jobban a medvék közelében maradni, hogy egyfajta testőrként védje őket a kilövéstől. A szépen növekvő Hope nyakába Lynn Rogers segítségével nyomkövető nyakörvet szerelnek, a vadászok ugyanis – bár törvényi tiltás híján elvileg megtehetnék – a megjelölt medvéket nem lövik le. Vajon Lily és Hope sikeresen túlélik a vadászidényt, és a közelgő télre barlangjaikba tudnak vonulnak hibernálni?

## Magyarországi vetítések
A természetfilmet Magyarországon a Digi World vetítette (2013 decemberében).